# Polyrock

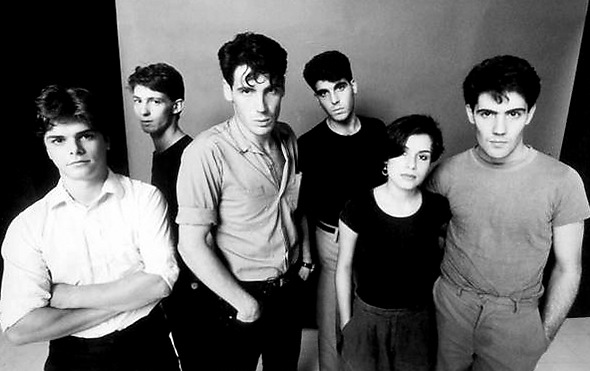
Le groupe Polyrock

Polyrock est un groupe musical américain d'avant-garde formé à New York en 1978 et dissous en 1982.
Deux frères, Billy et Tommy Robertson, auteurs et compositeurs des titres, constituaient le noyau de ce groupe. Polyrock a bénéficié de la collaboration de Philip Glass, qui a également coproduit les albums et participé aux enregistrements.
Le groupe, malgré un succès critique, est resté confidentiel.

## Membres
- Lenny Aaron : claviers
- Curt Cosentino : synthétiseur
- Catherine Oblasney : chant, percussions
- Billy Robertson : chant, guitare
- Tommy Robertson : guitares, électronique, violon
- Joey W. Yannece : batterie, percussions, chant

- Philip Glass: Producteur, piano et claviers
- Kurt Munkacsi : Producteur, instruments additionnels

## Discographie

### Albums
- Polyrock (RCA, 1980)
  - 1-Romantic me 3:09
  - 2-Green for go 3:40
  - 3-This song 2:15
  - 4-Go west 3:22
  - 5-Your dragging feet  5:00
  - 6-No love lost 2:55
  - 7-Body me 2:41
  - 8-Sound alarm 3:01
  - 9-Bucket Rider 2:55
  - 10-Shut your face  2:13
  - 11-#7

- Changing hearts (RCA, 1981)
  - 1-Changing hearts 2:55
  - 2-Love song 4:46
  - 3-Quiet spot 1:26
  - 4-Cries and whispers 3:31
  - 5-Mean cow 2:29
  - 6-In full circle 3:43
  - 7-Like papers on a rack 3:29
  - 8-The new U.S. 3:54
  - 9-Slow dogs 3:46
  - 10-Hallways 2:24
  - 11-Rain (John Lennon/Paul McCartney) 4:00

### Single
- Romantic me (RCA, 1980)
  - Romantic me
  - Your dragging feet

### EP
- Above The Fruited Plain (PVC/Jem, 1982)

### Cassette
- No love lost (Reach Out International Records, 1986) : cette parution est postérieure à la dissolution du groupe et contient des inédits, des versions demo et des versions live.